# Tĩnh điện học
Tĩnh điện học là một nhánh của vật lý học nghiên cứu các hiện tượng và đặc điểm của điện tích tĩnh hoặc di chuyển chậm.

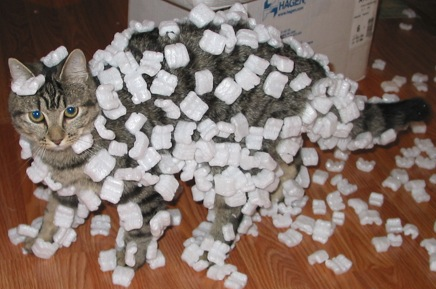
Một hiệu ứng tĩnh điện: đậu phộng xốp bám vào lông mèo do tĩnh điện. Hiệu ứng điện áp làm cho điện tích tích tụ trên bề mặt lông do chuyển động của mèo. Điện trường của điện tích gây ra sự phân cực của các phân tử của xốp do cảm ứng tĩnh điện, dẫn đến một lực hút nhẹ của các miếng nhựa nhẹ vào lông tích điện. Hiệu ứng này cũng là nguyên nhân của sự bám tĩnh trong quần áo.

Từ thời kỳ vật lý cổ điển, người ta đã biết một số vật liệu như hổ phách thu hút các hạt nhẹ sau khi cọ xát. Từ Hy Lạp cho hổ phách, ήλεκτρον hoặc electron, là nguồn gốc của từ electricity (điện) ngày nay. Hiện tượng tĩnh điện phát sinh từ các lực điện tích tác động vào nhau. Lực tĩnh điện trên được mô tả bằng định luật Coulomb. Mặc dù tĩnh điện gây ra lực dường như khá yếu, lực tĩnh điện giữa một điện tử và một proton, hai thành phần tạo nên một nguyên tử hydro, mạnh hơn 10^36 lần lực hấp dẫn giữa chúng.
Có rất nhiều ví dụ của hiện tượng tĩnh điện, từ những ví dụ đơn giản như sự hút của các bao tay nhựa dính chặt vào tay sau khi gỡ nó ra khỏi bao bì, và sự hấp dẫn của giấy dính vào một cái cân tích điện, đến sự tự phát nổ của những kho thóc, những hỏng hóc của các thành phần điện tử trong quá trình sản xuất, và hoạt động của máy photocopy và máy in. Tĩnh điện học liên quan đến sự tích tụ điện tích trên bề mặt của đối tượng khi tiếp xúc với những bề mặt khác. Mặc dù việc trao đổi điện tích sẽ xảy ra bất cứ khi nào hai bề mặt tiếp xúc và tách ra, các hiệu ứng của việc trao đổi điện tích thường chỉ nhận thấy khi có ít nhất một trong những bề mặt có điện trở lớn. Lý do vì các điện tích di chuyển trên bị giữ lại ở bề mặt một thời gian đủ dài đủ để được quan sát. Các điện tích trên sau đó vẫn còn trên các đối tượng quan sát cho đến khi chúng bị nối đất hoặc nhanh chóng bị một hành động xả điện làm vô hiệu hóa: ví dụ, các hiện tượng quen thuộc của một quá trình gây "sốc" điện gây ra bởi sự cân bằng điện tích trong cơ thể được tích tụ từ việc tiếp xúc với các bề mặt cách điện.

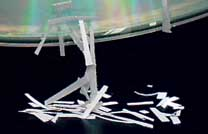
Bìa giấy vụn bị hút vào một đĩa CD nhiễm điện.